# La Puebla del Río
La Puebla del Río is een gemeente in de Spaanse provincie Sevilla in de regio Andalusië met een oppervlakte van 375 km². In 2007 telde La Puebla del Río 11.851 inwoners.

## Demografische ontwikkeling
Bron: INE; 1857-2011: volkstellingen
Opm.: In 1994 werd Isla Mayor een zelfstandige gemeente